# Сокіл (Хмельницький)
СК «Сокіл» — український футзальний клуб з міста Хмельницького. Правонаступник футзального клубу «Спортлідер+», заснованого в 2005 році.

## Історія

### «Спортлідер+»

емблема ФК «Спортлідер+»

Ініціатором зародження міні-футбольної команди «Спортлідер+» виступила Хмельницька обласна спортивна газета «Спортивний лідер +».
Команда успішно виступила на 1-му Всеукраїнському турнірі «Кубок Свободи» в січні 2010 року, після чого зі спонсорами та партнерами заходу обмірковувалася можливість спробувати «Спортлідеру+» виступити у першості України. Завдяки проведеній засновниками роботі у сезоні 2010/2011 команда взяла участь в чемпіонаті України з футзалу у другій лізі. При підготовці до сезону методичну допомогу надали тренери вищоліговського «ТВД» (Львів). За три місяці до старту у другій лізі почалися тренування чотири рази на тиждень та контрольні поєдинки. Загалом у західному регіоні другої ліги чемпіонату України з футзалу брало участь сім команд. За підсумками групового турніру команда посіла перше місце і вийшла у фінальну стадію. Четвірка команд, які у фінальній стадії змагалися за медалі мала такий вигляд: ФК «Спортлідер+», «Товтри», «Ураган-КВФ-2» та МФК «Городенка», проте перед стартом фінальної частини МФК «Городенка» знялась зі змагань через фінансові проблеми. Програвши усі чотири матчі, за підсумками сезону хмельничани здобули бронзові нагороди.
Завдяки цьому «Спортлідер+» в жовтні 2011 року стартував у групі А чемпіонату України з футзалу серед команд першої ліги. В цьому ж сезоні було утворено фарм-клуб «Спортлідер-2», який розпочав свої виступи в Другій лізі. В кубку України «Спортлідер+» припинив боротьбу вже на стадії 1/8 фіналу, програвши донецькому «Ресурсу» в обох матчах (1:2 на виїзді та 4:6 вдома). Сезон для команди пройшов не надто успішно і у підсумку у турнірній таблиці вона посіла 8-ме місце з 9 учасників. Проте влітку вдалося вдало завершити сезон перемогою у чемпіонаті міста з футзалу.
З сезону 2012/2013 ФК «Спортлідер+» виступає у найвищому українському футзальному дивізіоні – Екстра-лізі.
«Спортлідер+» був першим футзальним клубом з Хмельницького, який виступав у вищому дивізіоні чемпіонату України з футзалу.

## Титули та досягнення
- Срібний призер чемпіонату України з футзалу: 2014/2015
- Переможець першості міста Хмельницького з футзалу 2012 р.

## Ювілейні голи

### У чемпіонатах Екстра-ліги
| Гол | Футболіст                          | Суперник                  | Рахунок | Дата              |
| --- | ---------------------------------- | ------------------------- | ------- | ----------------- |
| 1   | Андрій Засенко                     | «Кардинал-Рівне» (г)      | 2:4     | 22 вересня 2012   |
| 50  | Вадим Іванов                       | «Енергія» (д)             | 4:4     | 20 квітня 2013    |
| 100 | Ярослав Заворотний                 | «Кардинал-Рівне» (г)      | 1:1     | 12 квітня 2014    |
| 150 | Олександр Педяш                    | «Локомотив» (д)           | 1:1     | 20 грудня 2014    |
| 200 | Олександр Педяш (дубль, 2-й гол)   | «Титан-Зоря» (д)          | 6:2     | 19 квітня 2015    |
| 250 | Олександр Педяш (дубль, 2-й гол)   | «Кардинал-Рівне» (д)      | 6:2     | 31 жовтня 2015    |
| 300 | Андрій Хамдамов (дубль, 1-й гол)   | «ІнБев» (д)               | 5:3     | 29 жовтня 2016    |
| 350 | Віталій Радченко (у свої ворота)   | «Епіцентр К Авангард» (г) | 8:1     | 16 вересня 2017   |
| 400 | Дмитро Мартинюк                    | «ІнБев-НПУ» (г)           | 2:3     | 24 грудня 2017    |
| 450 | Ілля-Кирило Бабак                  | «Кардинал-Рівне» (г)      | 1:2     | 14 вересня 2019   |
| 500 | Владислав Первєєв (дубль, 2-й гол) | АФФК Суми (д)             | 4:3     | 28 листопада 2020 |
| 550 | Андрій Хамдамов (дубль, 2-й гол)   | «Де Трейдинг» (д)         | 6:2     | 12 лютого 2022    |
| 600 | Олег Гуцуляк                       | «Кардинал-Рівне» (г)      | 4:0     | 23 вересня 2023   |
| 650 | Ілля Приходько (автогол)           | «Ураган» (д)              | 5:3     | 8 квітня 2024     |
| 700 | Даниїл Чижик (дубль, 1-й гол)      | «Ураган» (д)              | 5:3     | 12 січня 2025     |

Кращі бомбардири клубу в Екстра-лізі (2012-2025)
|      | Гравець     | Роки виступів | Голи |
| ---- | ----------- | ------------- | ---- |
| 1.   | А. Хамдамов | 2015-н.ч.     | 78   |
| 2.   | Д. Калуков  | 2012-2016     | 67   |
| 3.   | В. Первєєв  | 2018-2025     | 60   |
| 4.   | О. Педяш    | 2014-2017     | 55   |
| 5.   | К. І. Бабак | 2019-н.ч.     | 45   |
| 6.   | К. Абзалов  | 2018-н.ч.     | 36   |
| 7.   | А. Подлюк   | 2015 - 2022   | 31   |
| 8-9. | О. Фетько   | 2012-2016     | 26   |
| 9-9. | Д. Мартинюк | 2011-2018     | 26   |
| 10.  | С. Рибак    | 2013-2015     | 25   |